# Lonar
Lonar è una città dell'India di 20.082 abitanti, situata nel distretto di Buldhana, nello stato federato del Maharashtra. In base al numero di abitanti la città rientra nella classe III (da 20.000 a 49.999 persone).

## Geografia fisica
La città è situata a 19° 58' 60 N e 76° 31' 60 E e ha un'altitudine di 562 m s.l.m..

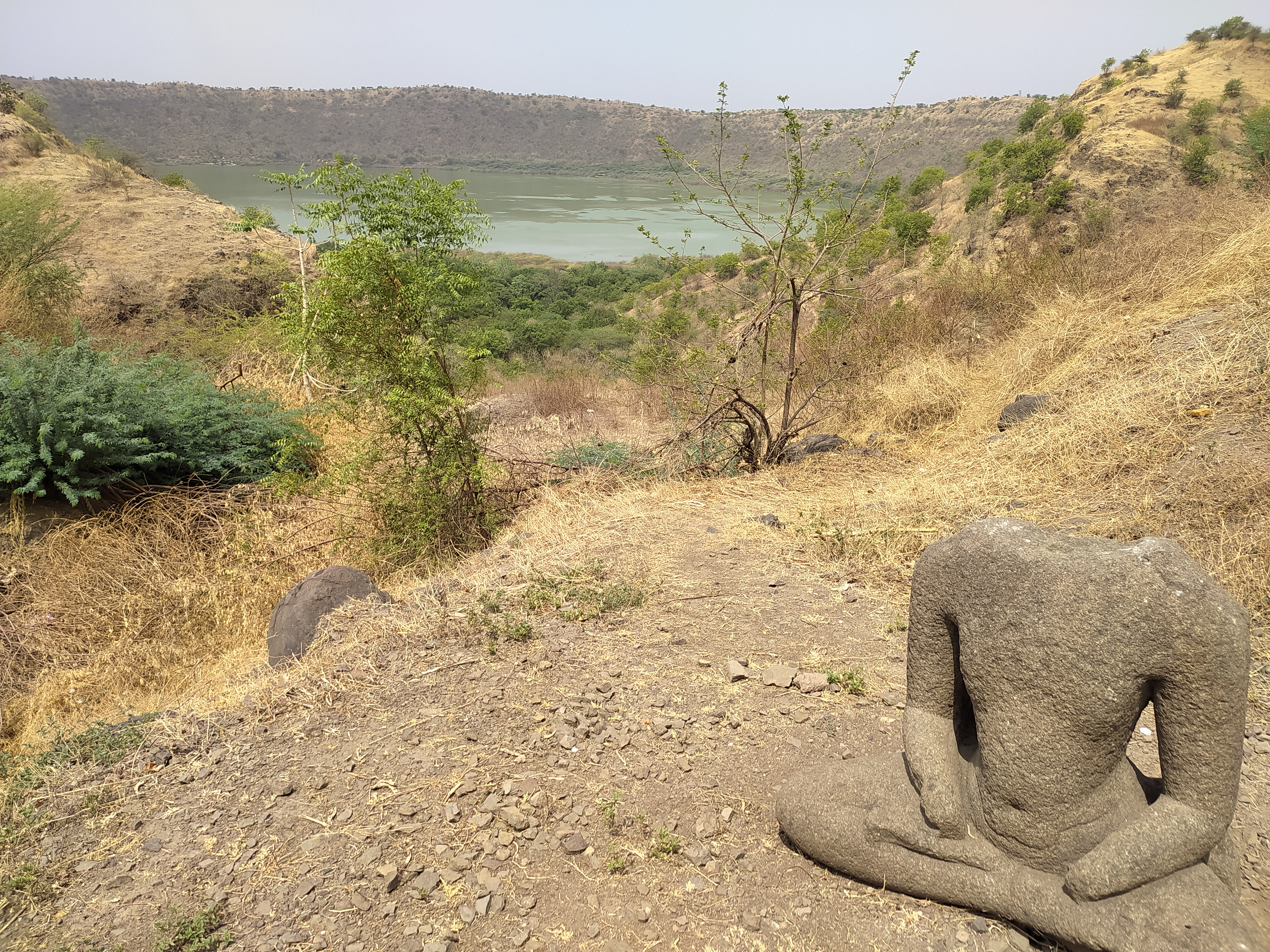

A sud-ovest dell'abitato, vi è uno spettacolare cratere di origine meteoritica che ospita un lago. 2 km di diametro, 170 metri di profondità, 52000 anni la sua età. Unico cratere da impatto nella roccia basaltica. Le sue acque sono saline e alcaline, con proliferazione di alghe verdi. sulle pendici interne 15 templi induisti molto visitati da indiani provenienti da tutto lo Stato. Sicuramente candidato a patrimonio dell'umanità. 

## Società

### Evoluzione demografica
Al censimento del 2001 la popolazione di Lonar assommava a 20.082 persone, delle quali 10.383 maschi e 9.699 femmine. I bambini di età inferiore o uguale ai sei anni assommavano a 3.114, dei quali 1.694 maschi e 1.420 femmine. Infine, coloro che erano in grado di saper almeno leggere e scrivere erano 13.336, dei quali 7.706 maschi e 5.630 femmine.